# Gonzalo García García
Gonzalo Manuel García García est un footballeur hispano-uruguayen, reconverti entraîneur, né le 13 octobre 1983 à Montevideo en Uruguay. Il évoluait comme milieu offensif.

## Palmarès
Vierge